# Президент Трансвааля
Президент Трансвааля (нід. Staatspresident van de Zuid-Afrikaansche Republiek) — глава держави, і глава уряду Трансвааля — де-факто незалежної держави, що існувала в 1866—1902 в Африці.

## Список президентів
| № | Фото | ПІБ                       | Початок терміну      | Кінець терміну       | Примітка      |
| - | ---- | ------------------------- | -------------------- | -------------------- | ------------- |
| 1 |      | Мартінус Вессел Преторіус | 6 січня 1857 року    | 15 вересня 1860 року | Перший термін |
| 2 |      | Йоганн Герман Гоблер      | 15 вересня 1860 року | 6 грудня 1860 року   |               |